# Antonio Santos Peralba
Antonio Santos Peralba (Gondomar, 1885. november 1. – ?) spanyol üzletember, 1940 és 1943 között a Real Madrid spanyol labdarúgócsapat elnöke.